# Campionati europei di atletica leggera 2006 - Lancio del giavellotto femminile
Il concorso del lancio del giavellotto femminile ai campionati europei di atletica leggera 2006 si è svolto il 12 e 13 agosto 2006 presso lo stadio Ullevi di Göteborg, in Svezia.

## Medaglie
| Oro     | Steffi Nerius Germania      |
| Argento | Barbora Špotáková Rep. Ceca |
| Bronzo  | Mercedes Chilla Spagna      |

## Programma
- I tempi sono indicati in Eastern European Time (UTC+2)

| Qualificazione      | Qualificazione      |
| Group A             | Group B             |
| ------------------- | ------------------- |
| 12.08.2006 – 10:30h | 12.08.2006 – 12:00h |
| Finale              |                     |
| 13.08.2006 – 14:35h |                     |

## Record
| Record precedenti ai campionati europei di atletica leggera 2006 | Record precedenti ai campionati europei di atletica leggera 2006 | Record precedenti ai campionati europei di atletica leggera 2006 | Record precedenti ai campionati europei di atletica leggera 2006 | Record precedenti ai campionati europei di atletica leggera 2006 |
| ---------------------------------------------------------------- | ---------------------------------------------------------------- | ---------------------------------------------------------------- | ---------------------------------------------------------------- | ---------------------------------------------------------------- |
| Record mondiale                                                  | Osleidys Menéndez Cuba                                           | 71.70 m                                                          | 14 agosto 2005                                                   | Helsinki                                                         |
| Record europeo                                                   | Miréla Manjani Grecia                                            | 67.47 m                                                          | 8 august 2002                                                    | Monaco                                                           |

## Qualification

### Group A
| Class. | Classifica complessiva | Atleta                 | Nazione       | Lancio | Lancio | Lancio | Misura  | Note             |
| Class. | Classifica complessiva | Atleta                 | Nazione       | 1      | 2      | 3      | Misura  | Note             |
| ------ | ---------------------- | ---------------------- | ------------- | ------ | ------ | ------ | ------- | ---------------- |
| 1      | 1                      | Barbora Špotáková      | Rep. Ceca     | 66.12  | —      | —      | 66.12 m | Record nazionale |
| 2      | 2                      | Steffi Nerius          | Germania      | 63.35  | —      | —      | 63.35 m |                  |
| 3      | 3                      | Zahra Bani             | Italia        | X      | 54.74  | 61.15  | 61.15 m |                  |
| 4      | 4                      | Christina Scherwin     | Danimarca     | 60.07  | X      | X      | 60.07 m |                  |
| 5      | 6                      | Mikaela Ingberg        | Finlandia     | 56.41  | 59.79  | X      | 59.79 m |                  |
| 6      | 9                      | Rumyana Karapetrova    | Bulgaria      | 59.03  | 58.65  | X      | 59.03 m |                  |
| 7      | 12                     | Goldie Sayers          | Gran Bretagna | 56.60  | 58.65  | X      | 58.65 m |                  |
| 8      | 14                     | Lada Chernova          | Russia        | 52.93  | 57.82  | 55.89  | 57.82 m |                  |
| 9      | 16                     | Felicia Ţilea-Moldovan | Romania       | 56.48  | 57.21  | 57.10  | 57.21 m |                  |
| 10     | 19                     | Séphora Bissoly        | Francia       | 56.48  | 54.00  | 53.06  | 56.48 m |                  |
| 11     | 20                     | Aggeliki Tsiolakoudi   | Grecia        | 54.00  | 55.62  | 54.71  | 55.62 m |                  |
| 12     | 22                     | Ilze Gribule           | Lettonia      | X      | 51.93  | 54.48  | 54.48 m |                  |
| 13     | 25                     | Ásdís Hjálmsdóttir     | Islanda       | X      | 45.51  | 51.33  | 51.33 m |                  |
| 14     | 27                     | Annika Petersson       | Svezia        | 45.08  | 44.00  | 47.34  | 47.34 m |                  |

### Group B
| Class. | Classifica complessiva | Atleta              | Nazione     | Lancio | Lancio | Lancio | Misura  | Note |
| Class. | Classifica complessiva | Atleta              | Nazione     | 1      | 2      | 3      | Misura  | Note |
| ------ | ---------------------- | ------------------- | ----------- | ------ | ------ | ------ | ------- | ---- |
| 1      | 5                      | Christina Obergföll | Germania    | 60.06  | 56.37  | X      | 60.06 m |      |
| 2      | 7                      | Barbara Madejczyk   | Polonia     | 59.65  | 58.91  | X      | 59.65 m |      |
| 3      | 8                      | Mercedes Chilla     | Spagna      | 59.54  | 54.00  | 56.16  | 59.54 m |      |
| 4      | 10                     | Paula Tarvainen     | Finlandia   | 58.95  | X      | X      | 58.95 m |      |
| 5      | 11                     | Annika Suthe        | Germania    | 58.04  | 57.39  | 58.92  | 58.92 m |      |
| 6      | 13                     | Inga Kožarenoka     | Lettonia    | 56.20  | 58.25  | 56.06  | 58.25 m |      |
| 7      | 15                     | Natallia Shymchuk   | Bielorussia | 56.75  | 57.11  | 57.40  | 57.40 m |      |
| 8      | 17                     | Savva Lika          | Grecia      | 48.33  | 54.09  | 56.81  | 56.81 m |      |
| 9      | 18                     | Jarmila Klimešová   | Rep. Ceca   | X      | 56.02  | 56.76  | 56.76 m |      |
| 10     | 21                     | Martina Ratej       | Slovenia    | 55.49  | X      | 51.16  | 55.49 m |      |
| 11     | 23                     | Claudia Coslovich   | Italia      | 50.80  | 52.65  | 54.44  | 54.44 m |      |
| 12     | 24                     | Kirsi Ahonen        | Finlandia   | 53.33  | 53.29  | X      | 53.33 m |      |
| 13     | 26                     | Alexandra Tsisiou   | Cipro       | 47.04  | 49.68  | 49.44  | 49.68 m |      |

## Finale
| Class. | Atleta              | Nazione       | Lancio | Lancio | Lancio | Lancio | Lancio | Lancio | Misura  | Note                                     |
| Class. | Atleta              | Nazione       | 1      | 2      | 3      | 4      | 5      | 6      | Misura  | Note                                     |
| ------ | ------------------- | ------------- | ------ | ------ | ------ | ------ | ------ | ------ | ------- | ---------------------------------------- |
| Oro    | Steffi Nerius       | Germania      | 64.60  | 60.69  | 63.09  | 65.82  | 65.35  | —      | 65.82 m | Miglior prestazione personale stagionale |
| Oro    | Barbora Špotáková   | Rep. Ceca     | 65.64  | X      | 62.14  | 59.46  | 59.09  | —      | 65.64 m |                                          |
| Oro    | Mercedes Chilla     | Spagna        | 57.26  | 59.63  | X      | X      | 61.98  | X      | 61.98 m |                                          |
| 4      | Christina Obergföll | Germania      | 55.29  | 59.59  | 59.60  | X      | 61.89  | 58.20  | 61.89 m |                                          |
| 5      | Christina Scherwin  | Danimarca     | 61.33  | 59.31  | 61.06  | 61.81  | X      | 60.79  | 61.81 m |                                          |
| 6      | Rumyana Karapetrova | Bulgaria      | 54.28  | X      | 61.78  | 56.09  | 55.78  | 54.14  | 61.78 m | Miglior prestazione personale            |
| 7      | Barbara Madejczyk   | Polonia       | 55.63  | 57.53  | 58.02  | 55.78  | 55.76  | 59.92  | 59.92 m |                                          |
| 8      | Annika Suthe        | Germania      | 58.25  | 57.03  | 56.03  | X      | X      | 54.88  | 58.25 m |                                          |
|        |                     |               |        |        |        |        |        |        |         |                                          |
| 9      | Zahra Bani          | Italia        | 57.91  | 55.58  | X      |        |        |        | 57.91 m |                                          |
| 10     | Mikaela Ingberg     | Finlandia     | 55.27  | 53.32  | 56.70  |        |        |        | 56.70 m |                                          |
| 11     | Paula Tarvainen     | Finlandia     | 54.01  | 55.59  | 44.47  |        |        |        | 55.59 m |                                          |
| 12     | Goldie Sayers       | Gran Bretagna | 54.70  | X      | X      |        |        |        | 54.70 m |                                          |